# Mefenpyr-diethyl
Mefenpyr-diethyl ist eine organische chemische Verbindung, ein Produkt der Firma Bayer CropScience und kommt als Bestandteil verschiedener Marken in Verbindung mit einem oder mehreren Herbiziden zum Einsatz. 

## Zulassungsstatus
In den Staaten der EU ist Mefenpyr-diethyl nicht zugelassen, in der Schweiz dagegen ist die Substanz als Wirkstoff in Pflanzenschutzmitteln erhältlich.

## Sicherheitshinweise
Die Substanz ist umweltschädlich. In den USA wurden verschiedene NOAEL- (No Observed Adverse Effect Level) und LOAEL-Werte (Lowest Observed Adverse Effect Level) für verschiedene Säugetiere ermittelt. Weiterhin wurden für wichtige essbare Handelswaren, Agrarpflanzen wie Weizen oder Gerste, Vieh wie Hausrinder oder Schafe maximal tolerierbare Grenzwerte festgelegt:
| Handelsware    | Grenzwert in ppm |
| -------------- | ---------------- |
| Gerste, Körner | 0,05             |
| Weizen, Körner | 0,05             |
| Futterweizen   | 0,2              |
| Hausrinder     | 0,1              |
| Schafe         | 0,1              |
| Quelle         |                  |